# Bats 2: Blutige Ernte
Bats 2: Blutige Ernte ist ein US-amerikanischer Tierhorror- und Actionfilm des Regisseurs Jamie Dixon aus dem Jahr 2007 und wurde für den Fernsehsender Syfy produziert. Chris Denk und Brett Merryman verfassten das Drehbuch zu der Fortsetzung von Bats – Fliegende Teufel. Wie im ersten Teil sehen sich die Protagonisten des Films den Attacken blutrünstiger Fledermäuse ausgesetzt. Diesmal beschränken sich die Angriffe jedoch nicht auf die Zeit nach Sonnenuntergang.

## Handlung
Seit seiner Entlassung aus der CIA stellt der Biowissenschaftler Benton Walsh seine Forschungsarbeit in den Dienst der tschetschenischen Rebellen und betreibt auf deren Territorium ein biologisches Waffenlabor. Damit seine Resultate zur Biowaffenforschung nicht in falsche Hände geraten, beauftragt der CIA eine kleine Eliteeinheit der Delta Force den Wissenschaftler aufzuspüren, gefangen zu nehmen und in die Heimat zurückzubringen. Unterstützung erhält die Eingreiftruppe von der russischstämmigen CIA-Agentin Katya, deren Insiderwissen über tschetschenische Terroristen sich hierbei als nützlich erweisen könnte. Vor Ort dient ihnen eine russische Geisterstadt als Basis/Rückzugsort.
Im Wald von Belsan, in dem schon so mancher Einheimische spurlos verschwand, stoßen sie auf einen unterirdischen Bunker. Darin finden sie neben militärischem Equipment zwei Leichen und Hinweise auf Fledermäuse. Kurz nachdem Kommandant Martinez durch eine Sprengfalle der Rebellen getötet wird, erreicht die Truppe den Koordinaten zufolge den Hotspot, also das Ziel ihrer Suche, und muss sich eines massiven Angriffs blutrünstiger Fledermäuse erwehren. Der Colonel, der einen Flammenwerfer gegen die Tiere einsetzt, überlebt den Angriff nicht. 
Die Truppe zieht weiter und stößt auf das gesuchte Lager der tschetschenischen Rebellen. In einem hangarähnlichen Gebäude finden sie den Zugang zu dem unterirdischen Forschungslabor des Dr. Walsh und nehmen den Biologen gefangen. Die stark dezimierte Gruppe begibt sich nach erfolgreicher Mission nun zu Fuß zurück zur Basis am südlichen Waldrand, wo sie den Hubschrauber erwartet, der sie am Ende des Tages abholen wird. Walsh nutzt in einer unübersichtlichen Situation die Gelegenheit und flüchtet mit seinem Aktenkoffer unbekannten, jedoch scheinbar hochbrisanten Inhalts in den Wald. Captain Russo folgt ihm und schießt zielgerichtet auf den Koffer. Der Koffer explodiert, wobei Walsh getötet wird.
Russo will nicht mit den verbliebenen beiden Teammitgliedern in der Geisterstadt auf die Abholung warten, sondern kehrt entgegen Katyas Rat in das Terroristencamp zurück, um die genmanipulierten Fledermäuse unschädlich zu machen. Er setzt das Gerät in Gang, das die Fledermäuse ins Camp lockt und bringt dann vor Ort mehrere Sprengladungen zur Detonation, so dass der größte Teil der blutrünstigen Tiere dabei ums Leben kommt. Inzwischen ist eine russische Hubschrauberstaffel im Camp eingetroffen. Der russische Kommandeur verhält sich unfreundlich und rabiat gegenüber Russo und weist den russischen Piloten an, Russo als Gefangenen zum Helikopter zu bringen. Auf dem Weg dorthin erkennt Russo unter dem Helmvisier des Piloten Katyas Gesicht. Katya entpuppt sich als Doppelagentin und sorgt für Russos Heimreise nach Amerika.

## Dreharbeiten
Der Film wurde vom 31. Oktober bis zum 22. November 2006 in der bulgarischen Hauptstadt Sofia gedreht.

## Kritiken
„Ideenarme, erbärmliche Fortsetzung eines schon vor Jahren erbärmlichen Tierhorror-Films.“